# Свети Димитър (Рахони)
Вижте пояснителната страница за други значения на Свети Димитър.
„Свети Димитър“ (на гръцки: Ιερός Ναός Αγίου Δημητρίου) е възрожденска православна църква в село Рахони (Вулгаро) на остров Тасос, Егейска Македония, Гърция, част от Филипийската, Неаполска и Тасоска епархия на Вселенската патриаршия.
Храмът е разположен югоизточно от старото село Вулгаро, близо до селището. Храмът е бил гробищната църква на Вулгаро и вероятно е пострадал в пожара от 1890 година, окончателно унищожил старото село. Съдейки по конхата на светилището и липсата на прозорци, църквата е изградена около 1830 – 1839 година.
В архитектурно отношение храмът е енкорабна църква с дървен покрив и с трем на запад. Външните му размери са 11,85 m на 6,53 m заедно с трема, а без него е 8,55 m. Площта е 55,83 m2 Южната, северната и източната стена са дебели 0,75 m, но западната и на стените на трема са 0,60 m. Тремът е повдигнат с четири стъпала.